# Атнаші
Атнаші́ (рос. Атнаши, чув. Атнаш) — присілок у складі Урмарського району Чувашії, Росія. Входить до складу Великочакинського сільського поселення.
Населення — 48 осіб (2010; 46 у 2002).
Національний склад:
- чуваші — 91 %